# إمريك ملك المجر
إيمري المعروف أيضًا باسم هنري أو إمريك (المجرية: Imre؛ الكرواتية: Emerik؛ السلوفاكية: Emerik؛ 1174 - 30 نوفمبر 1204)؛ كان ملك المجر وكرواتيا بين 1196 و1204، في عام 1184 أمر والده بيلا الثالث ملك المجر بتتويجه ملكًا، وعينه حاكماً على كرواتيا ودالماسيا حوالي عام 1195، اعتلى إمري العرش بعد وفاة والده في العام التالي، خلال السنوات الأربع الأولى من حكمه حارب أخيه الأصغر أندراس المتمرد، الذي أجبر إمري على أن يجعله حاكماً لكرواتيا ودالماسيا .
تعاون إيمري مع الكرسي الرسولي ضد الكنيسة البوسنية التي اعتبرتها الكنيسة الكاثوليكية مهرطقة، مستفيدًا من الحروب الأهلية هناك استطاع توسيع إيمري سيطرته على صربيا، وذلك فشل في منع جمهورية البندقية التي ساعدها الصليبيون في الحملة الصليبية الرابعة من احتلال زادار في عام 1202، كما أنه لم يستطع إعاقة صعود البلغار على طول الحدود الجنوبية لمملكته، كان إيمري أول ملك مجري يستخدم "خطوط أرباد" (الأحمر والأبيض) كشعار نبالة شخصي له وحصل على لقب ملك صربيا، قبل وفاته توج إيمري ابنه البالغ من العمر أربع سنوات لازلو الثالث ملكًا.

## مناصب
تولى منصب ملك المجر ‏.